# Armie Hammer
Armand „Armie” Douglas Hammer (ur. 28 sierpnia 1986 w Los Angeles) – amerykański aktor.

## Życiorys

### Wczesne lata
Urodził się w Los Angeles w Kalifornii jako syn Dru Ann (z domu Mobley), która pracowała jako inspektor kredytowy, i Michaela Armanda Hammera, szefa wytwórni filmowo-telewizyjnej Knoedler Publishing and Armand Hammer Productions. Ma młodszego brata. Jego pradziadek ze strony ojca, Armand Hammer był przemysłowym magnatem i filantropem, a prapradziadek, Julius Hammer (rosyjski Żyd), założył Komunistyczną Partię Stanów Zjednoczonych. Rodzina ze strony matki pochodzi z Oklahomy. Hammer mówi o sobie, że jest „pół-Żydem”.
Mieszkał przez kilka lat w Highland Park, dzielnicy Dallas w Teksasie. W wieku siedmiu lat przeniósł się wraz z rodziną na Kajmany, gdzie mieszkał przez pięć lat. W wielu wywiadach wspomina ten okres jako najbardziej beztroski w jego życiu, żartując, że nakładał buty średnio raz w miesiącu, gdy mama wysyłała go do kościoła. Na Kajmanach uczęszczał do szkoły chrześcijańskiej Grace Christian Academy (założonej przez jego ojca) oraz do Faulkner’s Academy. W 1998 z rodziną wrócił do Los Angeles, gdzie uczęszczał do Liceum Baptystycznego w Dolinie San Fernando. Przerwał naukę w 11. klasie, by rozpocząć karierę aktorską, a także podjął studia w Pasadena City College.

### Kariera
Karierę aktorską rozpoczął od występów w serialach telewizyjnych, m.in. Bogaci bankruci, Veronica Mars, Plotkara, Żniwiarz czy Gotowe na wszystko. W 2006 zagrał małą rolę w filmie Flicka. W 2008 roku zagrał Billy’ego Grahama w biograficznym filmie Billy: The Early Years, a za swoją rolę otrzymał nominację do nagrody Faith and Values Award przyznawaną za „najbardziej inspirujące z perspektywy chrześcijańskiej wykonanie roli”. W tym samym roku zagrał w horrorze Winda oraz w opartym na opowiadaniu Kurta Vonneguta Harrison Bergeron filmie 2081, który miał premierę na festiwalu Seattle International Film Festival. Został także osobiście wybrany do roli Batmana w filmie Justice League: Mortal przez reżysera Georga Millera, który jednak później zrezygnował z tego projektu.

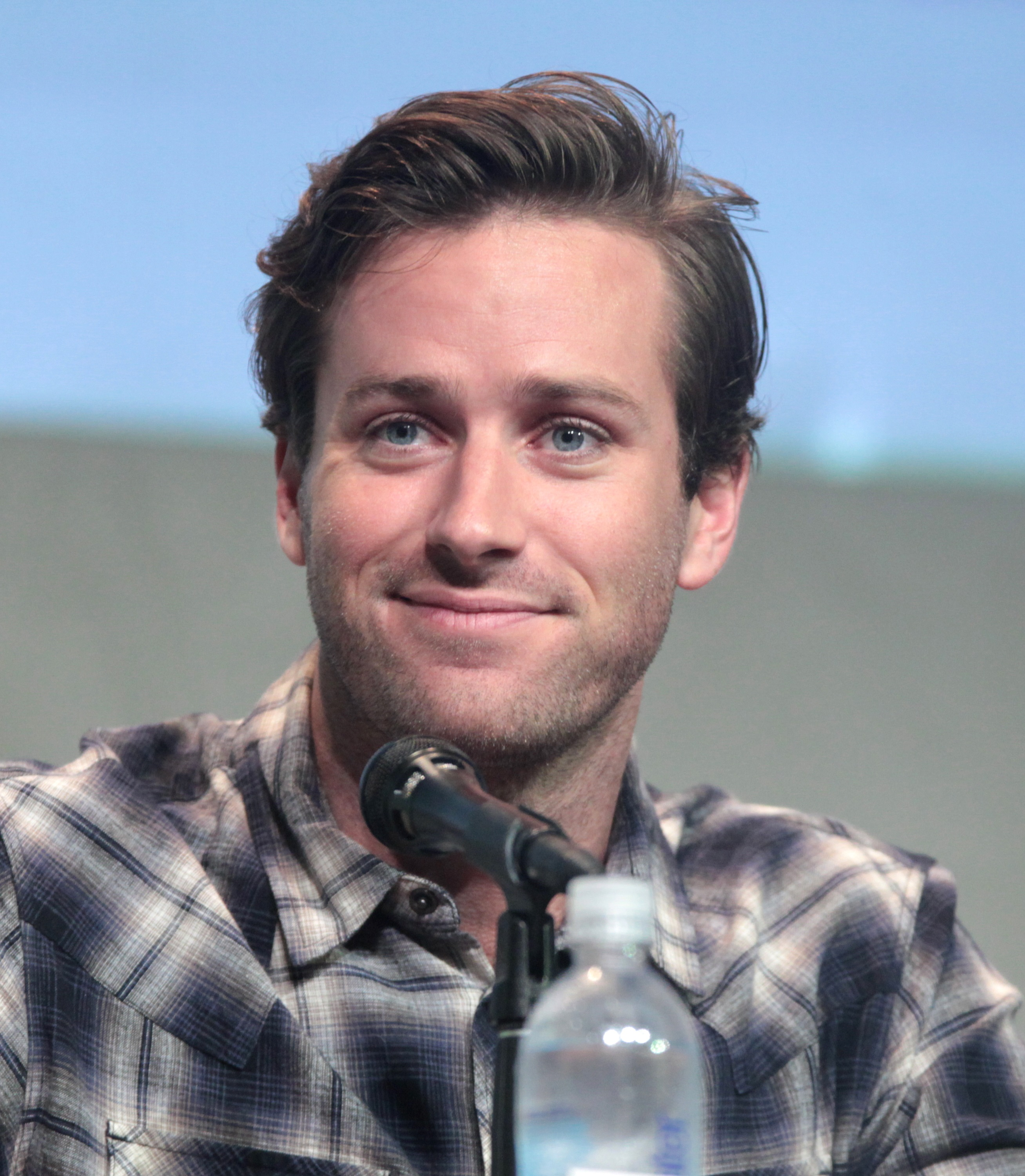
Hammer (2015)

Wystąpił w obsypanym nagrodami filmie Davida Finchera The Social Network (2010), opowiadającym historię założenia Facebooka. Odgrywał w nim podwójną rolę braci bliźniaków Winklevoss, Camerona i Tylera; specjalnie dla tej roli nauczył się wiosłować. Następnie zagrał Clyda Tolsona, prawą rękę i domniemanego kochanka J. Edgara Hoovera (w tej roli Leonardo DiCaprio) w filmie Clinta Eastwooda J. Edgar o założycielu FBI.
Zagrał księcia Andrew w filmie Królewna Śnieżka (2012) u boku Julii Roberts i Lily Collins. Poza tym wziął udział w filmowej adaptacji serialu radiowego Jeździec znikąd (2013), oraz w thrillerze 2:22, w którym wcielił się w postać kontrolera lotów. W 2012 podłożył głos pod braci Winklevoss w odcinku serialu Simpsonowie pt. The D’oh-cial Network (parodia The Social Network).
Za rolę Olivera w melodramacie Tamte dni, tamte noce (2017) dostał nominację do Złotego Globu.

## Życie prywatne
20 maja 2010 poślubił prezenterkę telewizyjną Elizabeth Chambers, z którą ma córkę Harper Grace (ur. 2014) i syna Forda Armanda Douglasa (ur. 2017). 10 lipca 2020 para poinformowała o podjęciu decyzji o rozwodzie.
W marcu 2021 został oskarżony przez Efrosine Angelovą w mediach społecznościowych o brutalny gwałt, do którego miało dojść w kwietniu 2017 w hotelu w Los Angeles. Po oskarżeniach kobiety pojawiły się kolejne głosy domniemanych ofiar Hammera. Aktor w wywiadzie dla tygodnika „Air Mail” z 2023 zaprzeczył postawionym mu zarzutom, przy czym określił siebie jako „nikczemnika”. Prokuratura w Los Angeles nie oskarża aktora o napaść seksualną.

## Filmografia
- 2006: Flicka jako Prefekt
- 2006: Veronica Mars jako Kurt (gościnnie)
- 2006: Bogaci bankruci jako Student nr 2 (gościnnie)
- 2007: Winda jako Tommy
- 2007: Gotowe na wszystko jako Barrett (gościnnie)
- 2008: Billy: The Early Years jako Billy Graham
- 2009: 2081 jako Harrison Bergeron
- 2009: Plotkara jako Gabriel Edwards (gościnnie)
- 2009: Żniwiarz jako Morgan (gościnnie)
- 2010: The Social Network jako Cameron i Tyler Winklevoss
- 2011: J. Edgar jako Clyde Tolson
- 2012: Królewna Śnieżka jako książę Andrew Alcott
- 2012: 2:22 jako Dylan
- 2012: Simpsonowie jako Cameron i Tyler Winklevoss (głos)
- 2013: By Virtue Fall
- 2013: The Lone Ranger jako John Reid/Lone Ranger
- 2015: Kryptonim U.N.C.L.E.
- 2016: Narodziny narodu jako Samuel Turner
- 2017: Auta 3 jako Jackson Sztorm
- 2017: Tamte dni, tamte noce jako Oliver
- 2020: Rebeka jako Maxim de Winter
- 2022: Śmierć na Nilu jako Simon Doyle[10]